# Elisabeth Fink
Elisabeth Fink (geboren 20. November 1962) ist eine deutsche Juristin. Sie war von 2003 bis 2009 Richterin am Bundespatentgericht in München.

## Beruflicher Werdegang
Nach dem Zweiten Juristischen Staatsexamen begann Elisabeth Fink ihre berufliche Tätigkeit beim Deutschen Patent- und Markenamt in München. Sie war dort in verschiedenen Funktionen in der Hauptabteilung Marken und in der Rechtsabteilung eingesetzt und für juristische und verwaltungsmäßige Aspekte des Schutzes gewerblichen Eigentums zuständig. Bis zu  ihrer Ernennung zur Richterin kraft Auftrags am Bundespatentgericht 2003 war sie Leitende Regierungsdirektorin. Ab dem 1. Januar 2004 war sie dort Richterin. Sie war Mitglied in einem Marken-Beschwerdesenat und regelmäßige Vertreterin des rechtskundigen Mitglieds in einem Technischen Beschwerdesenat. Da im Bundespatentgericht mehrheitlich naturwissenschaftlich ausgebildete Richter tätig sind, werden die Juristen als „rechtskundige Mitglieder“ bezeichnet. Ab 2007 war sie wegen ihrer Tätigkeit in der Verwaltung im Marken-Beschwerdesenat nur mit drei Vierteln des Pensums eingesetzt. 2009 wurde sie zur regelmäßigen Vertreterin des Vorsitzenden in diesem Senat befördert.
2009 wurde die Juristin zum Mitglied der Beschwerdekammern des Amtes für Geistiges Eigentum der Europäischen Union (EUIPO) mit Sitz in Alicante ernannt. Diese hat die Aufgabe, das Unionsmarken- und Gemeinschaftsgeschmacksmustersystem zu verwalten und zu fördern. Dort wurde Elisabeth Fink Mitglied der Vierten Beschwerdekammer (Marken) und seit 2011 auch der Dritten Beschwerdekammer (Geschmacksmuster).

## Veröffentlichungen (Auswahl)
- Mitarbeiter an Fezer, Karl-Heinz (Hrsg.): Handbuch der Markenpraxis. Markenverfahrensrecht und Markenvertragsrecht. C. H. Beck Verlag, München 2007
- Der begriffliche Zeichenvergleich im Gemeinschaftsmarkenrecht aus deutscher Perspektive. In. Klaus Schülke, Volker Winterfeldt: 50 Jahre Bundespatentgericht: Festschrift zum 50-jährigen Bestehen des Bundespatentgerichts am 1. Juli 2011. Carl Heymanns Verlag, Köln 2011, S. 791–800, ISBN 9783452275264
- Die Verwechslungsgefahr als Nichtigkeitsgrund im Gemeinschaftsgeschmacksmusterrecht. In: Franz Hacker, Frederik Thiering: Festschrift für Paul Ströbele zum 75. Geburtstag. Carl Heymanns Verlag, Köln 2019, S. 55–66, ISBN 9783452292445